# Tórtora de costa
La tórtora de costa (Zenaida meloda) és una espècie d'ocell de la família dels colúmbids (Columbidae) que habita matolls, boscos i terres de conreu a la llarga de la costa del sud de l'Equador, el Perú i zona limítrofa de Xile.